# Upplands runinskrifter 836
Upplands runinskrifter 836 står i Alsta strax utanför gårdsinfarten, 50 meter söder om Nysätravägen mellan Örsundsbro och Nysätra kyrka. Ungefär 50 meter öster om runstenen finns en medeltida bro över Lillån. Stenen pryds av en invecklad runorm och inskriften börjar vid rundjurets huvud. Ett kors saknas.

## Inskriften
Inskriften saknar skiljetecken eller mellanrum mellan orden. Även den på andra runstenar vanliga konjunktionen auk (och) mellan resarnas namn saknas.

### Inskriften i runor
ᚴᛁᛋᛚᚼᚢᛚᚠᛅᛋᛏᚱᚴᚢᚦᚠᛅᛋᛏᛋᛏᚤᚱᚠᛅᛋᛏᚱᚦᚬᚱᚴᛁᛋᛚᚱᛅᛁᛋᛏᚢᛋᛏᛅᛁᚾᛂᚠᛏᛦᛋᛅᛚᚢᛅᚠᛅᚦᚢᚱᛋᛁᚾ

### Inskriften i translitterering
kisl hulfastr kuþfast styrfastr þorkisl raistu stain eftR salua faþur sin

### Inskriften i normalisering
Gisl, Holmfastr, Guðfastr, Styrfastr, Þorgisl ræistu stæin æftiR Salva, faður sinn.

### Inskriften i översättning
"Gisl, Holmfast, Gudfast, Styrfast, Torgisl reste stenen efter Salve, sin fader."

## Historia
Bröderna har fått sina namn enligt variationsprincipen, där vissa delar av de sammansatta namnen är samma för flera barn, medan en annan del varierar. De fem bröder som reste stenen var således
- Gisl
- Torgisl

samt 
- Holmfast
- Gudfast
- Styrfast

Runstenen är osignerad men inskriften har tillskrivits runristarna Torgöt Fotsarvi eller Öpir.

### Fotnoter
1. ↑  Unicode stöd för runor behövs i din webbläsare